# Pseudomastax personata
Pseudomastax personata är en insektsart som först beskrevs av Bolívar, I. 1881.  Pseudomastax personata ingår i släktet Pseudomastax och familjen Eumastacidae. Inga underarter finns listade i Catalogue of Life.